# Junis Marlon
Junis Marlon (* 2000) ist ein deutscher Schauspieler.

## Leben
Seit 2007 war er unter dem Namen „Junis Noreick“ als Kinderdarsteller in Kino- und Fernsehproduktionen zu sehen. Seit 2010 tritt er unter dem Namen „Junis Marlon“ auf.
2018 verkörperte er in der Serie 5VOR12 die Hauptrolle Jonas. Es folgten Hauptrollen in Kino- und Fernsehproduktionen wie Polizeiruf 110: Kindeswohl, So weit das Meer, die ZDFneo-Miniserie Deutscher sowie die Kinokomödie Es ist zu deinem Besten.

## Filmografie (Auswahl)
- 2007: Das Herz ist ein dunkler Wald
- 2007: Notruf Hafenkante (Fernsehserie, Folge Spiel des Lebens)
- 2007: Bella Block: Reise nach China
- 2007: Tatort: Das namenlose Mädchen
- 2008: Einsatz in Hamburg – Ein sauberer Mord
- 2008: Die Schimmelreiter
- 2009: Ein Strauß voll Glück
- 2009: Woran dein Herz hängt[2]
- 2009: Nachtschicht – Blutige Stadt
- 2009: 12 Meter ohne Kopf
- 2010: Verhältnisse
- 2011: Therese geht fremd
- 2012: Unter anderen Umständen: Spiel mit dem Feuer
- 2013: Tatort: Borowski und der brennende Mann
- 2013: Die Pfefferkörner (Fernsehserie, Folge Das Geheimnis der Currywurst)
- 2017: 5VOR12
- 2018: Kippa (Kurzfilm)
- 2019: SOKO Wismar (Fernsehserie, Folge Zu Tode erschreckt)
- 2019: Großstadtrevier (Fernsehserie, Folge Rettungskind)
- 2019: Polizeiruf 110 – Kindeswohl
- 2019: Täter (Kurzfilm)
- 2019: Notruf Hafenkante (Fernsehserie, Folge Ich heiße Maja)
- 2019: So weit das Meer
- 2020: Der Lehrer (Fernsehserie, Folge Asche zu Asche, Joint zu Joint)
- 2020: Deutscher
- 2020: Es ist zu deinem Besten
- 2020: WaPo Bodensee (Fernsehserie, Folge Gefährliche Liebe)
- 2020: Die Chefin (Fernsehserie, Folge Abgehängt)
- 2021: In aller Freundschaft (Fernsehserie, Folgen Wennschon – Dennschon, Versägt)[3]
- 2021: Ein starkes Team: Sterben auf Probe
- 2021: SOKO Köln (Fernsehserie, Folge Vaterliebe)
- 2022: Stralsund: Wilde Hunde
- 2022: Schule am Meer (Fernsehserie, Folge Frischer Wind)
- 2022: SOKO Wismar (Fernsehserie, Folge Wanderjahre)
- 2023: Die Pfefferkörner (Fernsehserie, Folge Geheime Wahrheiten)
- 2023: Nord Nord Mord – Sievers und der erste Schrei
- 2023: Ostfriesenfeuer
- 2023: Morden im Norden (Fernsehserie, Folge Nur eine Dummheit)
- 2024: Der Staatsanwalt (Fernsehserie, Folge Tod eines Rebellen)
- 2025: Großstadtrevier (Fernsehserie, Folge Ausflug in die Hölle)